# Sailor Moon S: The Movie
Pretty Soldier Sailor Moon S: The Movie (яп. 劇場版 美少女戦士セーラームーンＳ Гэкидзё:бан Бисё:дзё Сэнси Сэ:ра: Му:н S) — второй из трёх полнометражных фильмов в метасерии «Сейлор Мун». В английском дубляже он получил название Sailor Moon S the Movie: Hearts in Ice. Премьерный показ состоялся в кинотеатрах Японии 4 декабря 1994 года. Название фильма связано с названием третьего сезона аниме, Sailor Moon S, вышедшего приблизительно в то же время. События фильма имеют место приблизительно в то же время — ближе к концу сезона, так как среди персонажей ещё наблюдается Сейлор Плутон (она исчезает в аниме в 124 серии и не появляется до 167 серии в пятом сезоне). Также отсутствует Хотару Томоэ.
«S movie» — единственный из трёх фильмов, основанный на сюжете манги, созданной Наоко Такэути — короткой истории «Любимый принцессы Кагуи» (Kaguya hime no koibito), опубликованной в 11 томе оригинального издания манги «Сейлор Мун». Её сопровождала более короткая история Casablanca Memories, посвященная Рэй Хино.

## Сюжет
Давным-давно принцесса Снежная Кагуя пыталась покрыть всю Землю льдом, но ей помешал Серебряный кристалл, растопивший лед и спасший планету. И теперь она решила попробовать снова, но часть её кометы потерялась и без неё ничего не получится, поэтому принцесса разослала своих подданных, снежных танцоров, найти потерянную часть. Молодой астроном Какэру Одзора нашёл осколок и хранит его в своей обсерватории.
Кошку Луну почти сбивает машина, но в последний момент её спасает Какэру. Луна влюбляется в него, даже целует его во сне, оставляя Артемиса отвергнутым. Но любовь Луны безответна, так как у Какэру есть девушка, астронавт Химэко Наётакэ, и, что более важно, Луна всего лишь кошка. Эта пара несчастлива, так как обладающая научным мышлением Химэко не может смириться с верой Какэру в существование мифической принцессы Кагуи; Химэко даже отбывает в полет в космос, не помирившись с ним.
Осколок кометы привязывает себя к жизненной энергии Какэру и начинает понемногу забирать её себе, из-за чего парень заболевает. Принцесса Снежная Кагуя забирает осколок и бросает его в океан и создает гигантский ледяной кристалл. Тогда она и снежные танцоры начинают замораживать Землю. Воительницы пытаются остановить её, но ничего не помогает. Они объединяют свои силы, чтобы активировать Серебряный кристалл, который уничтожит принцессу Снежную Кагую, её танцоров, ледяной кристалл и комету.
Когда воины побеждают принцессу, Сейлор Мун желает, чтобы Луна стала принцессой Кагуей. Какэру, беспокоясь о безопасности Химэко, пытается найти её в метели и оказывается спасен Луной, превратившейся в человека. Она переносит его к настоящей Луне, где находится Химэко. Луна говорит ему, что надо меньше посвящать себя работе и уделять больше внимания своей девушке. Какэру слушается совета Луны и встречает Химэко, поверившую в Кагую, в аэропорту. Артемис же успокаивает Луну.

## Новые персонажи

### Принцесса Снежная Кагуя
Принцесса Снежная Кагуя (яп. プリンセス・スノー・カグヤ Пуринсэсу Суно: Кагуя) — главный антагонист фильма и соответствующей манги. Она могущественное инопланетное существо, путешествующее на комете от одной планеты к другой, замораживая их и делая частями своей «коллекции».
Имя принцессы пришло из японской легенды «Повесть о старике Такэтори». Принцесса Снежная Кагуя не её настоящее имя. Когда она появляется перед Какэро в обсерватории, он называет её принцессой Кагуей и тогда она решает взять себе это имя.
Сэйю: Эйко Масуяма.

### Снежные танцоры
Снежные танцоры — монстры, служащие принцессе Снежной Кагуе, выглядят все одинаково как снежно-белые женщины в длинных платьях. Они созданы из снега и льда, могут атаковать и замораживать людей.

### Какэру Одзора
Талантливый молодой астроном, верящий несмотря ни на что в легенду о старике Такэтори. Он одержим принцессой Кагуей и из-за этого занимается изучением Луны. Из-за этой его веру, окружающие воспринимали его немного за сумасшедшего. Он часто говорил, что тысячу лет назад на Луне существовало королевство, в котором правила принцесса Кагуя.
У Какэро есть девушка, астронавт Химэко, не верившая в Кагую до тех пор, пока не встретила трансформированную Луну в космосе.
Сэйю: Масами Кикути.

### Химэко Наётакэ
Химэко с детства дружила с Какэру. В детстве они мечтали вместе отправиться на Луну, чтобы найти принцессу Кагую. Впоследствии она с Какэру стала встречаться. В манге становится известно, что у них будет ребенок.
Сэйю: Мэгуми Хаясибара.

## Создание
Наоко Такэути создала 135-страничную мангу «Любимый принцессы Кагуи», держа в уме возможность создания фильма по ней. Идея пришла к ней в голову, когда она смотрела на свою старинную вещь, «Саломею». Она взяла её за основу для антагониста, Снежной Кагуи, а немецкую вещь с таким же именем за основу для снежных танцоров.